# 陳嗣慶
陳 嗣慶（ちん しけい、1175年 - 建嘉13年12月11日（1224年1月3日））は、李朝大越末期の政治家・将軍。

## 生涯
陳李の次男。治平龍応5年（1209年）に大越が内乱によって混乱状態に陥ると、父とともに皇太子の李旵（恵宗）を擁立して妹の陳氏を妃に擁立した。父の死後の建嘉元年（1211年）、正式に即位した恵宗は陳嗣慶・馮佐周に命じて陳氏を正式に迎え入れ、陳嗣慶は彰誠侯に封じられた。ところが、恵宗の母の安全太后譚氏は快く思わず、恵宗を巡って太后と陳嗣慶との間で対立を生じ、やがて恵宗を擁した太后によって追討令が出される。ところが、建嘉6年（1216年）に恵宗が妃とともに陳嗣慶の保護下に入ると、陳嗣慶は輔国太尉に任ぜられて輔政の任を担うこととなり、陳氏一族は各地の反対勢力を打ち破り、外戚として実権を掌握した。
建嘉13年（1224年）に死去。その後は従弟の陳守度が輔国太尉を引き継いで簒奪計画を進め、2年後に陳朝が成立する。陳守度は陳嗣慶の兄の陳承を太上皇に、その次男の陳煚を皇帝に擁立した（太宗）。陳嗣慶は太宗より建国大王と追尊された。